# Lakewood Gardens
Lakewood Gardens – jednostka osadnicza w Stanach Zjednoczonych, w stanie Floryda, w hrabstwie Palm Beach.